# 1162
1162 (MCLXII) var ett normalår som började en måndag i den julianska kalendern.

## Händelser

### Juli
- 7 juli – När den norske kungen Håkon Herdebrei stupar i slaget vid Sekken står hans syssling och medregent Magnus Erlingsson som ensam kung av Norge. Därmed har Norge för första gången sedan 1130 endast en kung och det dröjer ytterligare 15 år (till 1177), innan de norska tronstriderna återupptas.

### Okänt datum
- Thomas Becket blir ärkebiskop av Canterbury.
- Ladislaus II efterträder Géza II som kung av Ungern.
- Milano förstörs av kejsar Fredrik.

## Födda
- Eleonora av England, drottning av Kastilien.
- Yang, Kinas kejsarinna 1200-1223 och medregent 1223-1232.
- Djingis Khan, den mongoliske härskaren som upprättade världshistoriens största sammanhängande imperium, Mongolväldet.

## Avlidna
- 7 juli – Håkon Herdebrei, kung av Norge sedan 1157 (stupad).
- Héloïse, fransk nunna, Pierre Abaelards älskade.
- Géza II av Ungern.